# Казакова, Людмила Васильевна
Людмила Васильевна Казакова (род. 1938) — советский и российский искусствовед, художественный критик и педагог, доктор искусствоведения (2002). Член Московского Союза художников (с 1972). Академик РАХ (2018; член-корреспондент РАХ с 2007 года). Главный научный сотрудник НИИ изобразительных искусств РАХ

## Биография
Родилась 2 июня 1938 года в Москве.
С 1955 по 1960 год обучалась на Отделении истории и теории искусства исторического факультета МГУ. С 1963 года работает в НИИ изобразительных искусств РАХ в должностях младшего научного, научного, старшего научного, ведущего и главного научного сотрудника отдела декоративного искусства, так же является  членом Учёного совета этого научного института. 
Помимо научной занималась и педагогической деятельностью в Российской академии живописи, ваяния и зодчества, преподаватель, доцент, с 1994 по 2012 год — профессор и с 2008 по 2012 год — заведующий кафедрой теории и истории искусств этой академии. С 1960 по 1980 год являлась членом художественного совета по стеклу и  фарфору Всесоюзного института ассортимента изделий лёгкой промышленности. С 2012 по 2018 являлась членом диссертационных советов Исторического факультета МГУ и МГАХИ имени В. И. Сурикова по специализации «изобразительное и декоративно-прикладное искусство и архитектура», так же являлась членом Государственной аттестационной комиссии МГХПА имени С. Г. Строганова.
В 1972 году Л. Казакова защищает диссертацию на соискание учёной степени Кандидат искусствоведения по теме: «Гусевский хрустальный завод в развитии русского дореволюционного и советского художественного стекла, 1756—1970 гг», в 2000 году — доктор искусствоведения по теме: «Художественное стекло XX века : Основные тенденции. Ведущие мастера. К проблеме мирового студийного движения»
В 1972 году Людмила Казакова была принята в члены Московского Союза художников. В 2007 году была избрана член-корреспондентом РАХ по Отделению искусствознания и художественной критики, в 2013 году — Действительным членом РАХ .
Л. Казакова является автором около двухсот научных трудов по вопросам российского и зарубежного искусства, в том числе таких как: «Гусь-Хрустальный» (1973), «В. С. Муратов» (1980), «Фарфор. Фаянс. Стекло 1917—1932. Материалы и документы» (1980), «Декоративное стекло в советской архитектуре 1960—1980-е годы» (1989), «Мировое художественное стекло. Основные тенденции. Ведущие мастера» (2007), «Женские и флоральные мотивы в декоративно-прикладном искусстве модерна» (2009), «Декоративное искусство России в контексте мирового студийного творчества» (2013).

## Награды
- Медаль «Ветеран труда» (1987)
- Медаль «В память 850-летия Москвы» (1997)
- Серебряная медаль АХ СССР (1989)
- Золотая медаль РАХ (2013)[1]
- Золотая медаль СХР (2013)